# تريسي سميث
تريسي سميث (بالإنجليزية: Tracy Smith)‏ هو منافس ألعاب قوى أمريكي، ولد في 15 مارس 1945.

## وصلات خارجية
- تريسي سميث على موقع أوليمبيديا (الإنجليزية)